# Rising Son
Rising Son är det finska hårdrocksbandets Sturm Und Drangs debutsingel, utgiven 28 mars 2007.

## Låtlista
1. Rising Son
2. Rising Son (video)

## Musikvideo
Musikvideon utspelar sig i en skola. Det visas olika snuttar av när bandet är i ett klassrum och lärarinnan är en nunna. Det visar också livescener när bandet spelar i en gymnastiksal.